# Montenay
Montenay település Franciaországban, Mayenne megyében. Lakosainak száma 1307 fő (2022. január 1.). Montenay Chailland, Ernée, Juvigné, Placé, Saint-Denis-de-Gastines, Saint-Hilaire-du-Maine és Vautorte községekkel határos.

## Népesség
A település népességének változása:
| Lakosok száma | 1084 | 1354 | 1433 | 1416 | 1361 | 1362 | 1361 | 1363 | 1347 | 1307 |
|               | 1968 | 1982 | 1990 | 2006 | 2013 | 2015 | 2017 | 2019 | 2020 | 2022 |